# Protiteroristično bojevanje
Protiteroristično bojevanje (tudi boj proti terorizmu; angleško Counter-terrorism) je oznaka za skupek vseh postopkov, s katerimi državne varnostne in oborožene sile preprečujejo oz. odgovorijo na terorizem.
V sodobnem svetu ima večina javnih služb protiteroristično usposabljanje, čeprav glavnino boja nosijo posebno izurjene policijske in vojaške enote.
Za lažje spremljanje terorističnih skupin je potrebno stalno zbiranje podatkov o terorističnih skupinah,kot so:
- organiziranost teroristične skupine
- ideologija, ki jo zastopajo
- način financiranja, morebitni sponzorji
- orožje in oprema
- način treninga, izurjenost in taktika delovanja, ...

Na tak način je možno izdelati ocene ogroženosti posameznih lokacij ali oseb, ki služi za preprečevanje terorističnih napadov, protiukrepe in zaščito pred terorizmom.
Ko pride do teroristične akcije, pa morajo imeti varnostne službe izdelano strategijo delovanja v kriznih situacijah te vrste. Na najvišjem nivoju mora biti določeno katere službe se aktivira v primeru terorizma in tudi posamezne službe morajo izdelati postopek akcij za protiteroristični boj.